# Сасихара, Рино
Рино Сасихара (яп. 指原 莉乃, род. 21 ноября 1992) — участница и менеджер японской идол-группы HKT48, бывшая участница AKB48.

## Биография

### 2007—2012: AKB48
Сасихара Рино участвовала в прослушивании в группу в 2007 году (5-е поколение), была выбрана и вскоре стала полноправным членом Team B. Её первым синглом стал «Oogoe Diamond». На Всеобщих выборах в 2009 году она заняла 27-е место, в 2010 — 19-е. В августе 2009 года было объявлено, что Сасихару переведут в Team A, но процесс затянулся до июля 2010.
В 2012 году Сасихара получила главную роль в сериале «Muse no Kagami», показ которого начался в январе. Она так же исполнила заглавную песню «Soredemo Suki Da yo» к этой картине; композиция была выпущена 2-го мая того же года как дебютный сольный сингл.

### 2012 — настоящее время: HKT48
16 июня 2012 года Сасихара была «понижена» и отправлена в HKT48, потому что она была уличена в романтических отношениях. Издание Shukan Bunshun выпустило статью с рассказом человека, который якобы встречался с Сасихарой. Девушка ответила, что этот мужчина был «лишь другом» и что вся история — полная ложь. 20 июня прямо на сцене у певицы случилась паническая атака, вызванная стрессом.
Сасихара официально дебютировала в HKT48 как член Team H 5 июля 2012 года.
17 октября 2012 года певица выпустила второй сольный сингл, «Ikujinashi Masquerade». Он достиг 1 места в недельном чарте Oricon; это был третий раз, когда соло-синглу участницы AKB48G удалось добиться такого результата.
28 апреля 2013 года было объявлено, что Сасихара займет позицию соруководителя HKT48 и менеджера театра, оставаясь при этом на своем месте участницы группы. В интервью для Asahi Shimbun она сказала: «Я помогала выбирать номера и участников для первого выступления HKT48 в Nippon Budokan hall в Токио. Мне хотелось использовать старые песни AKB48. Причина тому — нынешний состав HKT48 и растущий общий уровень его участниц напоминают мне AKB48 несколько лет назад»
Талант Сасихары как продюсера и руководителя не остался незамеченным, и в течение следующих лет администрация группы предоставляла ей возможность продемонстрировать свой потенциал. Так, например, в 2012 году она занималась организацией собственного концерта «Yubi Matsuri», в котором приняли участие многие популярные айдол-группы, такие как Idolling!!, Buono!.
В 2013 году Сасихара Рино заняла первое место на 5-х Всеобщих выборах, набрав 150,570 голосов, и стала центром заглавной песни 32-го сингла AKB48 «Koisuru Fortune Cookie».
Находясь на пике популярности, 11 августа 2014 года, Сасихара выпускает автобиографию под названием «Gyakuten-ryoku ~ Pinchi o Mate ~». В первую неделю было продано более 20,000 копий. Книга основывалась на сериях интервью певицы и освещала различные периоды её личной жизни, начиная от ранних лет как подростка-хиккикомори, заканчивая текущим положением менеджера и участницы HKT48.
В 2015 году первое место (7-е Всебщие выборы) вновь досталось Сасихаре, она набрала 194,049 голосов и повторила успех Ацуко Маэды и Осимы Юко, которые тоже дважды становились «королевами».
В июне 2016 года Сасихара победила на Всеобщих выборах в 3-й раз (243,011 голосов) и стала первой участницей за 10-летнюю историю группы, которой удалось сделать это два раза подряд. Таким образом Сасихара стала центром 45-го сингла AKB48.

## Дискография

### Синглы

#### В составе HKT48
- «Suki! Suki! Skip!»
- «Melon Juice»
- «Sakura, minna de tabeta»
- «Hikaeme I Love You!»
- «12 Byō»
- «Shekarashika!»

#### В составе AKB48
- «Oogoe Diamond»
- «10nen Sakura»
- «Namida Surprise!»
- «Heavy Rotation»
- «Beginner»
- «Sakura no Ki ni Narou»
- «Everyday, Katyusha»
- «Flying Get»
- «Kaze wa Fuiteiru»
- «GIVE ME FIVE!»
- «Manatsu no Sounds Good!»
- «Gingham Check»
- «UZA»
- сторона «Б» сингла «Eien Pressure»
  - HKT48 «Hatsukoi Butterfly»
- «So Long!»
- «Sayonara Crawl»
- «Koisuru Fortune Cookie» (центр)
- «Heart Ereki»
- сторона «Б» сингла «Suzukake no ki no michi de…»
  - HKT48 «Wink wa 3kai»
- «Maeshika Mukanee»
- «Labrador Retrivier»
- «Kokoro no Placard»
- «Kibouteki Refrain»
- «Green Flash»
- «Bokutachi wa Tatakawanai»
- «Halloween Night» (центр)
- «Kuchibiru ni Be My Baby»
- «Kimi wa Melody»

#### Соло
| № | Название | Дата выхода     | Наивысшая позиция           | Наивысшая позиция       | Наивысшая позиция |
| № | Название | Дата выхода     | Oricon Weekly Singles Chart | Billboard Japan Hot 100 |                   |
| - | --- | --------------- | --------------------------- | ----------------------- | ----------------- |
| 1 | «Soredemo Suki Da yo» (яп. それでも好きだよ) | 2 мая 2012      | 2                           | 1                       |                   |
| 2 | «Ikujinashi Masquerade» (яп. 意気地なしマスカレード) - Сингл в исполнении Sashihara Rino with Anrire. В состав Anrire входят: Рина Каваэй, Рэна Като и Анна Ирияма. | 17 октября 2012 | 1                           | 4                       |                   |

## Музыкальные видео
| Название                                                     | Официальное видео на YouTube |
| ------------------------------------------------------------ | ---------------------------- |
| «Soredemo Suki Da yo»                                        | смотреть превью              |
| «Ikujinashi Masquerade» (Kawaei Rina Center ver.)            | смотреть превью              |
| «Ikujinashi Masquerade» (Theater Edition Muse’s Mirror ver.) | смотреть превью              |